# 見坊豪紀
見坊 豪紀（けんぼう ひでとし、1914年11月20日 - 1992年10月21日）は、日本の日本語学者・辞書編纂者。『明解国語辞典』『三省堂国語辞典』の編纂者として知られ、「ケンボー先生」と親しまれる。

## 経歴
東京府出身（本籍は岩手県盛岡市）。青森県、福島県、当時の南満州を経て、1932年、旧制山口高校入学。1年の病気休学期間を経て卒業。
1936年、上京して東京帝国大学文学部国文科に入学。同期には後に『明解国語辞典』に補助的な立場で関わる山田忠雄がいる。1939年、卒業。その後、同大学大学院に進学。
大学院在学中、金田一京助の紹介で『明解国語辞典』（三省堂）の編纂に当たる。この辞書は、基本的な項目は当時の『小辞林』に基づいているものの、ほぼ見坊の独力により編纂され、「金田一京助編」と冠して1943年に刊行された（1952年に改訂版）。編纂中は大学院に顔を全く出しておらず、辞書の原稿を全て預けた後に中途退学したという。
1941年、岩手県師範学校教諭、1942年助教授、1943年旧制東京高校教授、1947年岩手師範学校教授、1949年岩手大学教授に就任、1957年国立国語研究所に入り、第3研究部長。
1968年、国立国語研究所を退職。以後、現代日本語の用例採集と辞書編集に専念した。1974年には用例採集カードが100万枚を超える。作業は体調を崩した1992年2月まで続けられ、採集カードは実に約145万枚に達した。

## 業績
1960年、『明解国語辞典』の項目を整理して一新した『三省堂国語辞典』（三省堂）を刊行。『三省堂国語辞典』は、日刊新聞・週刊誌・放送など生の現代語資料から、直接に用例を採集したところに特色がある。それまでの辞書は、伝統語の重視と現代語の軽視、先行辞書の引き写しなどの問題点があったが、見坊の辞書は、それらとは異なる方針を採った「同時代語の辞書」という点で画期的であった。1972年1月9日に山田忠雄と袂を分かつ。山田は『明解国語辞典』の名を引き継いだ『新明解国語辞典』を、見坊は『三省堂国語辞典』を担うことになる。
『三省堂国語辞典』初版刊行と同時に、現代日本語の実例を採集する作業をより本格化させた。毎月、何千という現代語を新聞・雑誌等から収集してカード化した。その成果は第2版（1974年）以降の版で結実し、現代語を鏡のように反映する辞書としての評価が定まった。見坊が辞書を「かがみ」であると捉え、言葉の実態を映す「鏡」（記述文法）の性格と、言葉を正す「鑑」（規範文法）の性格を認識していたことは有名である。中でも見坊が重視したのは、現代語の変化を素早く映し出す「鏡」の側面であった。また、「ことばの写生」という語義記述に特色がある。
一方、国立国語研究所在職中の1962年から、雑誌『言語生活』（筑摩書房）にコラム「ことばのくずかご」の連載を開始した。「なまの資料に語らせる現代日本語の実態」と副題にある通り、見坊自身の現代語用例収集の一端を紹介するコラムであり、特に「辞書には入りそうもない、放っておけば捨てられる運命の言葉（および言葉に関する事例）」を取り上げ、原文の文章をそのまま引用して示すところに特徴があった。流行語や言い間違いの事例などが多く含まれ、おのずと言葉のユーモラスな実例集になっていた。同誌の中でも人気のページとなり、1979年と1983年に、このコラムを選りすぐった単行本も出た。

## 著作

### 辞書
- 『明解国語辞典』（三省堂 1943年）
  - 改訂版 - 1952年
- 『三省堂国語辞典』（三省堂 1960年）[注 5]
  - 新装版 - 1968年
  - 第2版 - 1974年
  - 第3版 - 1982年
  - 第4版 - 1992年

### 単行本
- 『ことばの海をゆく』（朝日新聞社 1976年）
- 『辞書をつくる―現代の日本語―』（玉川大学出版部 1976年）
- 『辞書と日本語』（玉川大学出版部 1977年）
- 『ことばのくずかご』（筑摩書房 1979年）
- 『ことばの遊び学―ワード・ハンターが行く―』（PHP研究所 1980年）
- 『ことば さまざまな出会い』（三省堂 1983年）
- 『〈'60年代〉ことばのくずかご』（筑摩書房 1983年）
- 『新ことばのくずかご '84〜'86』（筑摩書房 1987年）
- 『現代日本語用例全集』〔未完・全5巻予定のうち第3巻まで刊行〕（筑摩書房 1987年 - 1989年）
- 『88年版ことばのくずかご』（筑摩書房 1988年）
- 『89年版ことばのくずかご』（筑摩書房 1989年）
- 『日本語の用例採集法』（南雲堂 1990年）